# Кармалка (Татарстан)
Кармалка — посёлок в Заинском районе Татарстана. Входит в состав городского поселения Заинск.
29 августа 2023 года было принято решение о присоединении посёлка Кармалка к городу Заинск.

## География
Находится приблизительно в 5 км на юго-запад от районного центра города Заинска на берегу реки Кармалка.
Часовой пояс
Посёлок Кармалка как и вся республика Татарстан, находится в часовой зоне МСК (московское время). Смещение применяемого времени относительно UTC составляет +3:00.

## Население
Постоянных жителей в 1979—341, в 1989—303 чел.. Постоянное население составляло 275 человек (русские 45 %) в 2002 году, 265 в 2010.
| 2011 | 2014 | 2016 | 2017 |
| ---- | ---- | ---- | ---- |
| 261  | ↘254 | ↘253 | ↗256 |

## Инфраструктура
В поселке находятся начальная школа, клуб.